# Dietenhofen
Dietenhofen è un comune tedesco di 5 661 abitanti, situato nel land della Baviera.